# تابت (مدينة)
تابت أو ثابت هي مدينة في شمال دارفور، السودان. ويبلغ عدد سكانها 7000 نسمة، وتقع على بعد ثلاثين ميلاً جنوب غرب الفاشر. وينتمي معظم سكانها إلى قبيلة الفور.

## تاريخ
وفي عام 2011، عانت المنطقة المحيطة من صراع شديد.
قال تحقيق أجرته هيومن رايتس ووتش صدر في فبراير 2015 إن 221 امرأة تعرضن للاغتصاب من جنود حكوميين "أن عمليات الاغتصاب هذه قد تشكل جرائم ضد الإنسانية إذا ثبت أنها تندرج في إطار هجوم منهجي وواسع النطاق ضد السكان المدنيين ". وقال شهود إن ثلاث عمليات منفصلة نفذت في الفترة من 30 أكتوبر إلى 1 نوفمبر 2014. وبالإضافة إلى اغتصاب النساء والفتيات، وأفادوا بنهب الممتلكات واعتقال الرجال وضرب السكان. وكانت البلدة خاضعة لسيطرة قوات المتمردين في السابق، لكن هيومن رايتس ووتش لم تجد أي دليل على أن المقاتلين المتمردين كانوا في البلدة أو بالقرب منها عندما تعرضت للهجوم.